# Kivilammi
Kivilammi är en sjö i Finland. Den ligger i kommunen Björneborg i landskapet Satakunta, i den sydvästra delen av landet, 240 km nordväst om huvudstaden Helsingfors. Kivilammi ligger 43 meter över havet. Arean är 5,3 hektar och strandlinjen är 1,18 kilometer lång. Sjön  ingår i Karvia å huvudavrinningsområde.   I omgivningarna runt Kivilammi växer i huvudsak barrskog.